# Вашингтон (Коннектикут)
Вашингтон (англ. Washington) — місто (англ. town) в США, в окрузі Лічфілд штату Коннектикут. Населення — 3646 осіб (2020).

## Демографія
Згідно з переписом 2010 року, у місті мешкало 3578 осіб у 1512 домогосподарствах у складі 974 родин. Було 2124 помешкання
Расовий склад населення:
| - 95,8 % — білих - 0,8 % — азіатів - 0,6 % — чорних або афроамериканців - 0,1 % — корінних американців - 1,3 % — осіб інших рас |

До двох чи більше рас належало 1,4 %. Частка іспаномовних становила 4,0 % від усіх жителів.
За віковим діапазоном населення розподілялося таким чином: 18,8 % — особи молодші 18 років, 60,7 % — особи у віці 18—64 років, 20,5 % — особи у віці 65 років та старші. Медіана віку мешканця становила 49,7 року. На 100 осіб жіночої статі у місті припадало 98,2 чоловіків;  на 100 жінок у віці від 18 років та старших — 96,0 чоловіків також старших 18 років.
Середній дохід на одне домашнє господарство  становив 170 868 доларів США (медіана — 93 975), а середній дохід на одну сім'ю — 204 864 долари (медіана — 103 713). Медіана доходів становила 68 525 доларів для чоловіків та 62 841 долар для жінок. За межею бідності перебувало 6,2 % осіб, у тому числі 0,0 % дітей у віці до 18 років та 3,1 % осіб у віці 65 років та старших.
Цивільне працевлаштоване населення становило 1662 особи. Основні галузі зайнятості: освіта, охорона здоров'я та соціальна допомога — 25,6 %, науковці, спеціалісти, менеджери — 16,7 %, роздрібна торгівля — 9,7 %, виробництво — 9,1 %.